# L'Aquila Sportiva 1944 1944-1945
Questa voce raccoglie le informazioni riguardanti L'Aquila Sportiva 1944 nelle competizioni ufficiali della stagione 1944-1945.

## Stagione
In seguito allo scioglimento dell'Associazione Sportiva L'Aquila, dopo un periodo di sospensione delle attività, si costituì L'Aquila Sportiva 1944. Il nuovo club di Giuseppe Scipioni — che confermò buona parte dell'ossatura della precedente società, compreso l'allenatore Pietro Piselli, integrandola con altri calciatori provenienti dalla Vincenzo Amedoro — partecipò al campionato abruzzese di guerra insieme alle principali formazioni calcistiche abruzzesi, classificandosi in 4ª posizione.
L'anno seguente, alla ripresa dei campionati, la società venne inserita in Serie C.

## Rosa
| N. |                   | Ruolo | Calciatore                |
| -- | ----------------- | ----- | ------------------------- |
|    | Italia (bandiera) | C     | Italo Acconcia (capitano) |
|    | Italia (bandiera) |       | Giacomo Arquilla          |
|    | Italia (bandiera) |       | Ciacci                    |
|    | Italia (bandiera) |       | Franco Di Cesare          |
|    | Italia (bandiera) |       | Ulderico Di Ciccio        |
|    | Italia (bandiera) |       | Augusto Giangregorio      |
|    | Italia (bandiera) |       | Claudio Mancini           |
|    | Italia (bandiera) | C     | Arnaldo Leonzio           |
|    | Italia (bandiera) |       | Vittorio Masci            |

| N. |                   | Ruolo | Calciatore       |
| -- | ----------------- | ----- | ---------------- |
|    | Italia (bandiera) |       | Pastorelli (II)  |
|    | Italia (bandiera) |       | Giovanni Pozzi   |
|    | Italia (bandiera) |       | Dante Prosperini |
|    | Italia (bandiera) | D     | Luigi Rossini    |
|    | Italia (bandiera) |       | Italo Sion       |
|    | Italia (bandiera) | P     | Gorido Stornelli |
|    | Italia (bandiera) |       | Tirone           |
|    | Italia (bandiera) |       | Tullio Ursich    |
|    | Italia (bandiera) |       | Vincenti         |

## Statistiche

### Statistiche di squadra
| Competizione                   | Punti | In casa | In casa | In casa | In casa | In casa | In casa | In trasferta | In trasferta | In trasferta | In trasferta | In trasferta | In trasferta | Totale | Totale | Totale | Totale | Totale | Totale | DR |
| Competizione                   | Punti | G       | V       | N       | P       | Gf      | Gs      | G            | V            | N            | P            | Gf           | Gs           | G      | V      | N      | P      | Gf     | Gs     | DR |
| ------------------------------ | ----- | ------- | ------- | ------- | ------- | ------- | ------- | ------------ | ------------ | ------------ | ------------ | ------------ | ------------ | ------ | ------ | ------ | ------ | ------ | ------ | -- |
| Campionato abruzzese di guerra | 20    | -       | -       | -       | -       | -       | -       | -            | -            | -            | -            | -            | -            | 18     | 8      | 4      | 6      | 27     | 24     | +3 |
| Totale                         | -     | -       | -       | -       | -       | -       | -       | -            | -            | -            | -            | -            | -            | 18     | 8      | 4      | 6      | 27     | 24     | +3 |